# Unstable
Unstable – drugi album studyjny amerykańskiego zespołu nu metalowego Adema. Wydawnictwo ukazało się 19 sierpnia 2003 roku nakładem wytwórni muzycznej Arista Records.

## Lista utworów[2]
| Nr  | Tytuł utworu              | Długość |
| --- | ------------------------- | ------- |
| 1.  | „Co-Dependent”            | 3:28    |
| 2.  | „Rip the Heart Out of Me” | 2:23    |
| 3.  | „Stand Up”                | 3:04    |
| 4.  | „Unstable”                | 3:12    |
| 5.  | „Promises”                | 4:16    |
| 6.  | „Blame Me”                | 3:55    |
| 7.  | „So Fortunate”            | 3:47    |
| 8.  | „Stressin' Out”           | 3:37    |
| 9.  | „Do You Hear Me”          | 3:26    |
| 10. | „Let Go”                  | 3:04    |
| 11. | „Betrayed Me”             | 3:22    |
| 12. | „Needles”                 | 3:08    |
|     |                           | 40:42   |

## Twórcy albumu[2]
- Dave Deroo – gitara basowa
- Kris Kohls – perkusja
- Mike Ransom – gitara
- Tim Fluckey – gitara
- Mark Chavez – wokal
- Howard Benson – produkcja